# Ronald Ferguson
Ronald Ivor Ferguson (Londres, 10 de outubro de 1931 – 16 de março de 2003) foi o pai de Sarah Ferguson, ex-esposa do príncipe André, Duque de Iorque. Ele foi inicialmente um instrutor de pólo do Príncipe Philip, Duque de Edimburgo, e mais tarde, e por muitos anos, de Charles III.

## Biografia
Nascido em Londres, Ronald era o segundo filho de Andrew Henry Ferguson (1899–1966) e de sua esposa, Marian Montagu-Douglas-Scott (1908–1996). Ele cresceu e morou em Dummer Down Farm, em Dummer, Hampshire. Foi educado em Eton College e na Real Academia Militar de Sandhurst, antes de entrar para o regimento de cavalaria Life Guards. Serviu no Egito, em Áden e no Chipre.
A primeira esposa de Ferguson foi Susan Wright. Eles se casaram na Igreja de St. Margaret no dia 17 de janeiro de 1956 e tiveram duas filhas: Jane Louisa, nascida em 26 de agosto de 1957, e Sarah Margarete, depois Duquesa de Iorque, nascida em 15 de outubro de 1959. Eles se divorciaram em 1974. Durante o casamento, os Ferguson eram figuras conhecidas na sociedade. Quando o major retirou-se de sua carreira militar, pôde se dedicar a uma outra paixão, o pólo.
Seus interesses em pólo freqüentemente o fizeram ter contato com a família real, e através desta conexão Sarah conheceu o Príncipe Andrew.
Em 1975, Ronald Ferguson casou-se com Susan Deptford, com quem teve três filhos: Andrew (n. 1978), Alice (n. 1980) e Elizabeth (Eliza) (n. 1985).
No final dos anos 80, enquanto sua filha Sarah estava casada com o Duque de Iorque, envolveu-se numa controvérsia de natureza pessoal. Ela não afetou seu casamento, mas o obrigou a deixar seu posto como instrutor de pólo do Príncipe Charles e sua posição em Guard's Polo Club. Suas raras aparições na mídia foram para defender sua filha Sarah e para tomar conhecimento de câncer de próstata. Em 1994, Ronald publicou sua autobiografia, titulada The Galloping Major.
Ferguson batalhou contra o câncer por alguns anos de sua vida. Inicialmente, acreditava-se que era câncer de pele, mas mais tarde desenvolveu-se em câncer de próstata. Em março de 2003, Ronald Ferguson morreu de ataque cardíaco numa clínica em Basingstoke, Hampshire. Ele tinha sido reintegrado ao Life Guards Club pouco tempo antes. O Príncipe Charles compareceu ao seu funeral, que ocorreu numa cerimônia privada.